# ایستگاه راه‌آهن مرکزی هامبورگ
ایستگاه راه‌آهن مرکزی هامبورگ (آلمانی: Hamburg Hauptbahnhof) یک ایستگاه راه‌آهن در شهر هامبورگ، آلمان است.
این ایستگاه گه در سال ۱۹۰۶ تأسیس شده به خطوط راه‌آهن ملی آلمان (دویچه بان)، اینترسیتی-اکسپرس، متروی هامبورگ و اس-بان هامبورگ متصل است.

## نگارخانه

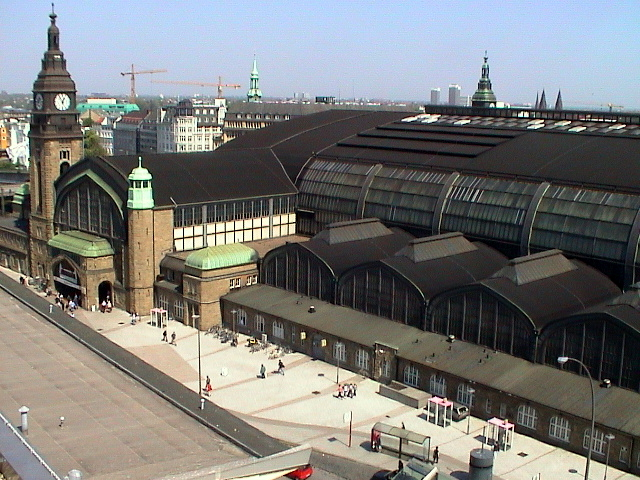
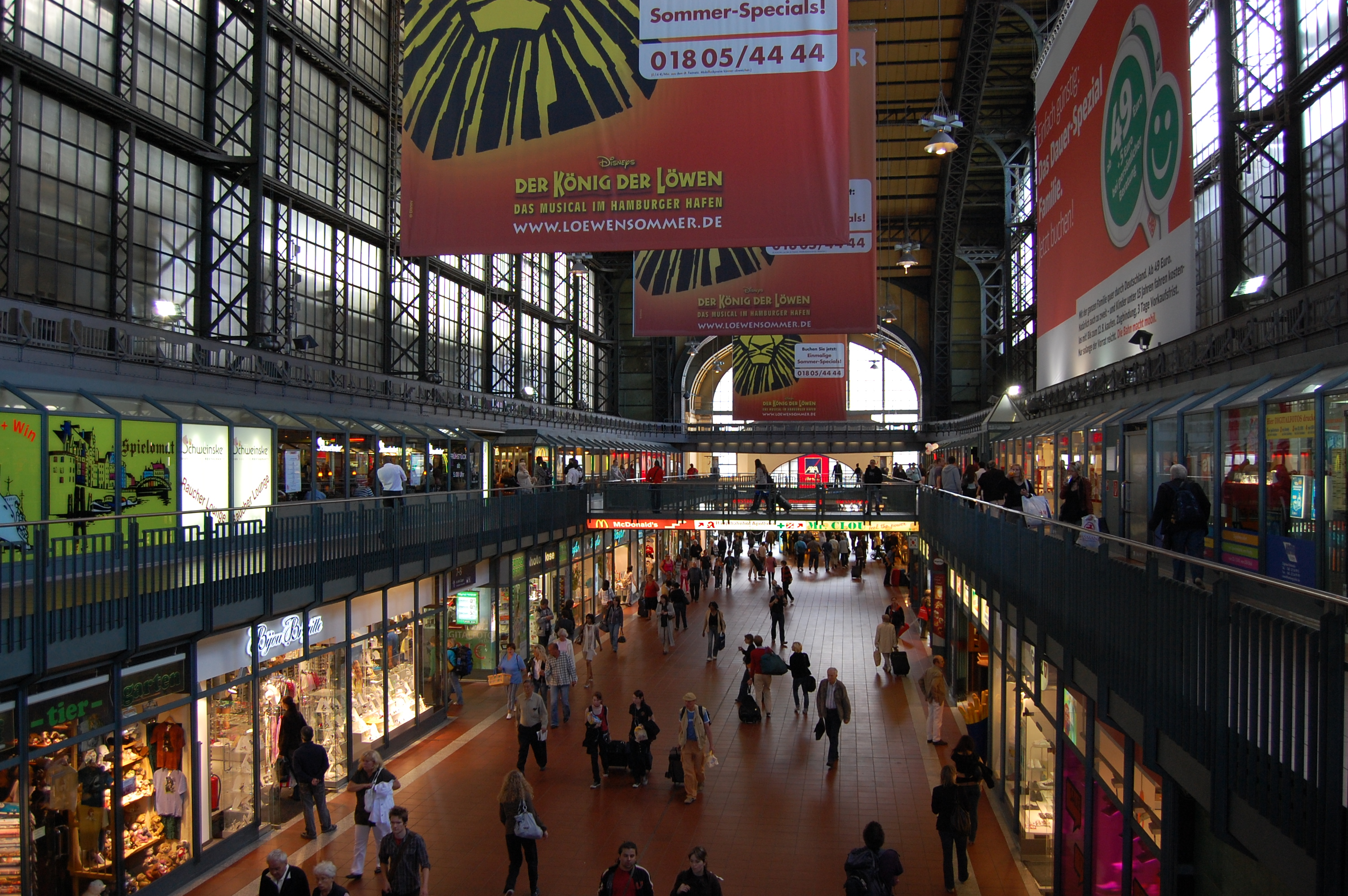
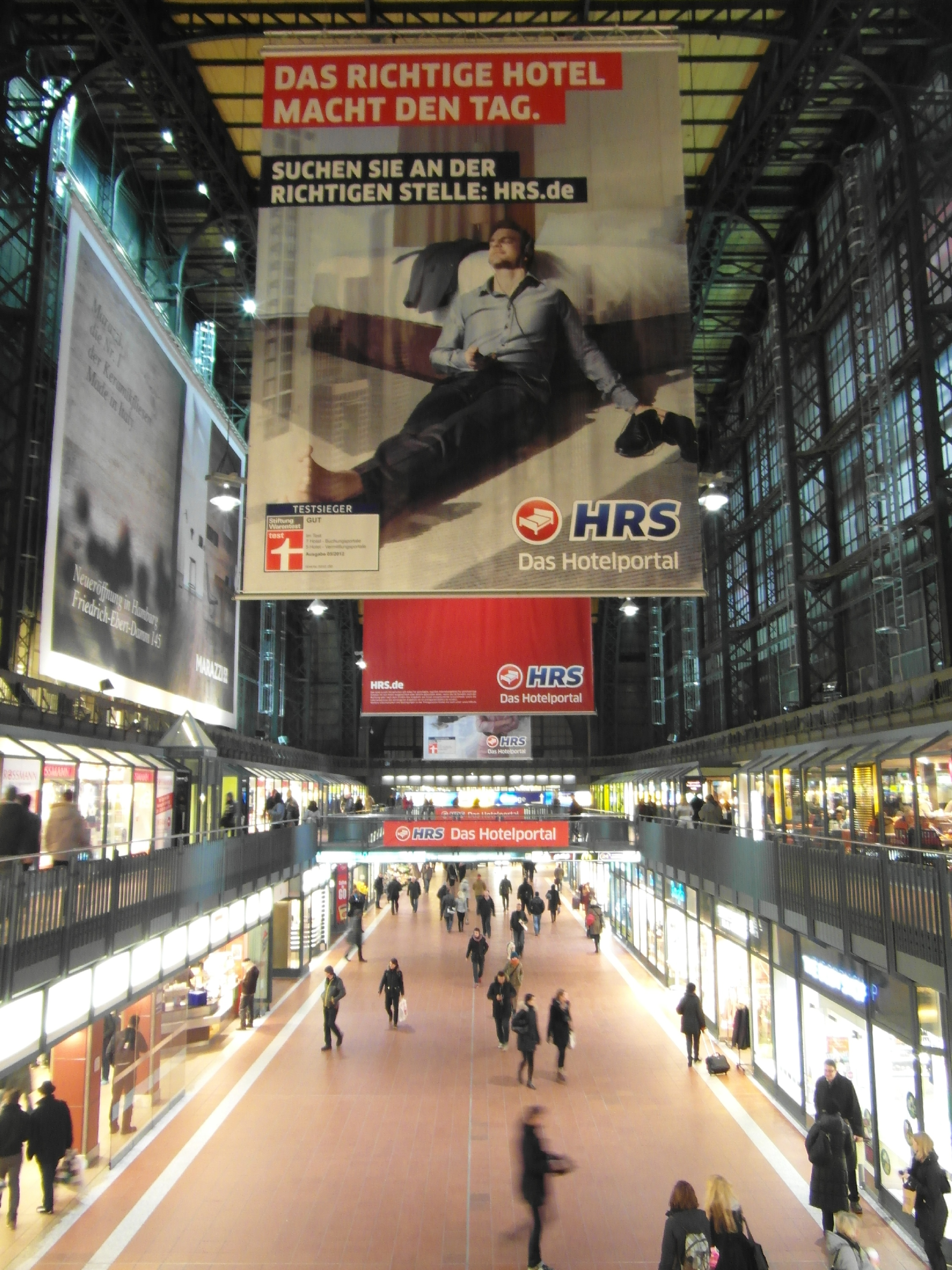
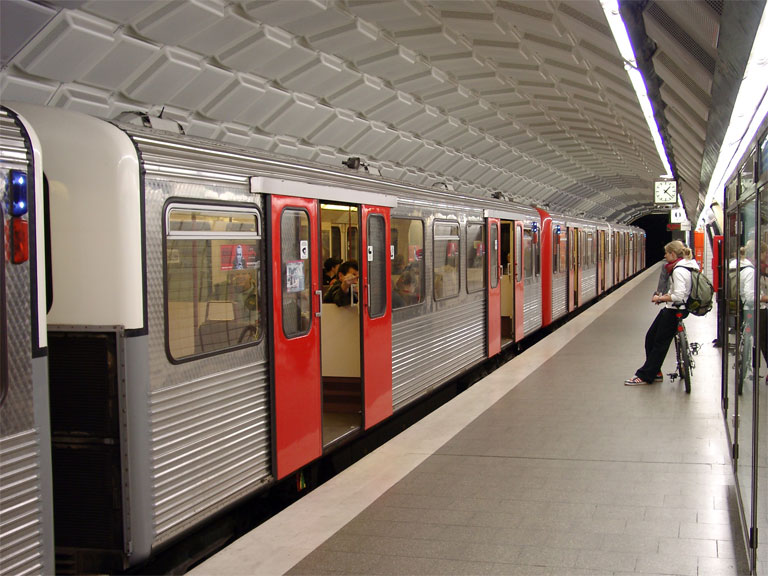
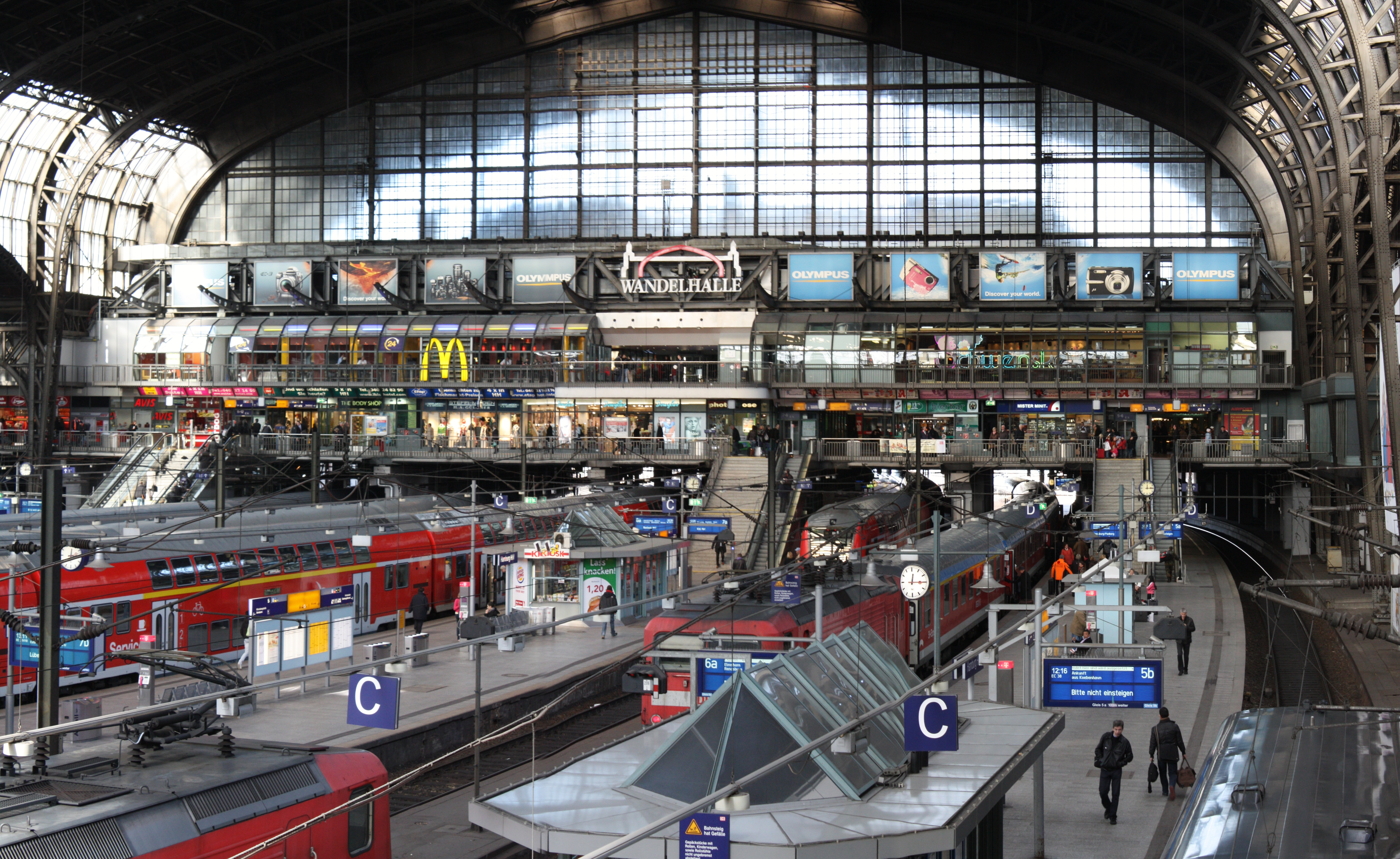
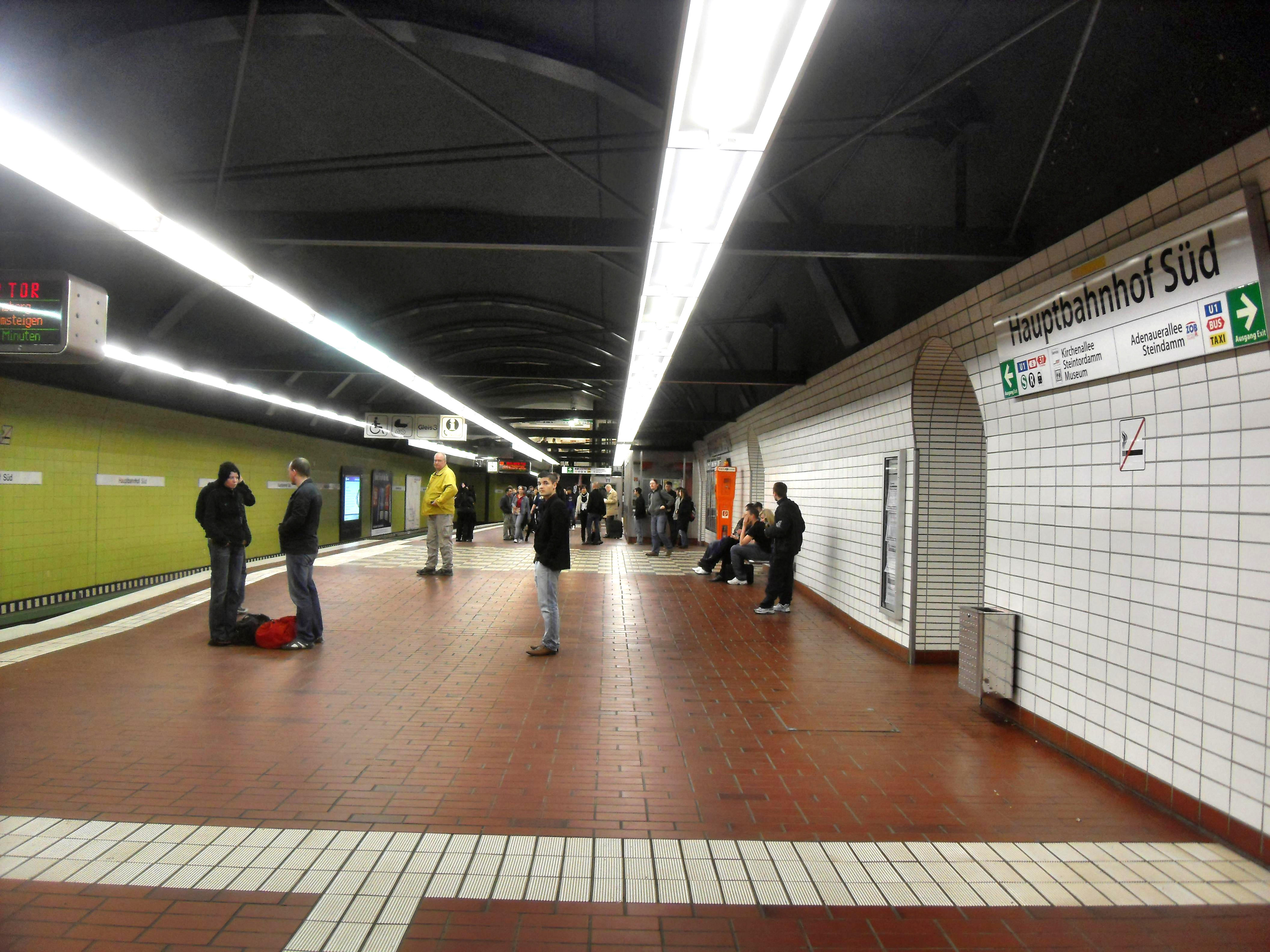